# ZALA 421-16
ZALA 421-16 — безпілотний літак марки ZALA. Виготовляється іжевською компанією ZALA AERO GROUP. За твердженням виробника, призначений для дистанційного моніторингу, спостереження в широкому діапазоні метеоумов підстилаючої поверхні, у тому числі складного рельєфу місцевості та водної поверхні. Літак придатний для пошуку об'єктів на значній відстані з точним визначенням їх географічних координат. Ефективний у проведенні масштабної аерофотознімання протяжних об'єктів (наприклад, нафтогазотрубопроводів. Початок таких робіт було покладено у 2010 році з ВАТ «Газпром»), лісових масивів, водних ресурсів, автомобільних та залізниць тощо. Дозволяє службам МВС та МНС вирішувати розвідувальні завдання, вести боротьбу з браконьєрством та іншими правопорушеннями забезпечує інформаційну підтримку наземним підрозділам в умовах НС.

## Конструкція
ZALA 421-16 побудований за аеродинамічною схемою «літаюче крило». При створенні апарату використовувалися технології забезпечення малої помітності. Запуск БПЛА здійснюється за допомогою пневматичної катапульти, посадка — на парашуті з амортизаційною подушкою, що автоматично наповнюється. Працює апарат на двигуні внутрішнього згоряння, залежно від типу двигуна час польоту літака може становити 4 години та 8 годин (при двотактному та чотиритактному двигуні відповідно) .

## Тактико-технічні характеристики
- Радіус дії відео/радіоканалу — 50 км / 70 км
- Тривалість польоту — 4 або 8 год
- Розмах крила БЛА — 1680 мм
- Максимальна висота польоту — 3000 м
- Зліт — Пневматична катапульта
- Посадка — Парашут
- Тип двигуна — ДВЗ який тягне
- Швидкість — 130—200 км/год
- Максимальна злітна вага — 16 кг
- Навігація ІНС з корекцією — GPS/ГЛОНАСС, радіодалекомір
- Діапазон робочих температур — -30 °C…+40 °C

## Див. Також
- ZALA (БПЛА)